# Trnovče, Petrovac na Mlavi
Trnovče (izvirno srbsko Трновче) je naselje v Srbiji, ki upravno spada pod Občino Petrovac na Mlavi; slednja pa je del Braničevskega upravnega okraja.

## Demografija
V naselju živi 573 polnoletnih prebivalcev, pri čemer je njihova povprečna starost 44,2 let (42,9 pri moških in 45,4 pri ženskah). Naselje ima 201 gospodinjstev, pri čemer je povprečno število članov na gospodinjstvo 3,52.
To naselje je, glede na rezultate popisa iz leta 2002, večinoma srbsko.
|  |

| Demografija | Demografija     | Demografija     |
| Leto        | Št. prebivalcev | Št. prebivalcev |
| ----------- | --------------- | --------------- |
|             |                 |                 |
|             |                 |                 |
|             |                 |                 |
|             |                 |                 |
| 1948        | 1256            |                 |
| 1953        | 1218            |                 |
| 1961        | 1167            |                 |
| 1971        | 1134            |                 |
| 1981        | 1099            |                 |
| 1991        | 973             | 776             |
| 2002        | 995             | 708             |
|             |                 |                 |

| Etnična sestava po popisu iz leta 2002 | Etnična sestava po popisu iz leta 2002 | Etnična sestava po popisu iz leta 2002 | Etnična sestava po popisu iz leta 2002 | Etnična sestava po popisu iz leta 2002 |
| -------------------------------------- | -------------------------------------- | -------------------------------------- | -------------------------------------- | -------------------------------------- |
| Srbi                                   | Srbi                                   |                                        | 704                                    | 99,43%                                 |
| Neznano                                | Neznano                                |                                        | 2                                      | 0,28%                                  |